# Renault 4Ever Trophy
Renault 4EverTrophy este un concept de crossover electric produs de Renault. A fost prezentat în octombrie la Salonul Auto de la Paris 2022.
Câteva fotografii teaser au fost publicate pe 4 octombrie, înainte de debutul oficial pe 17 octombrie.